# Oorganisk kemi

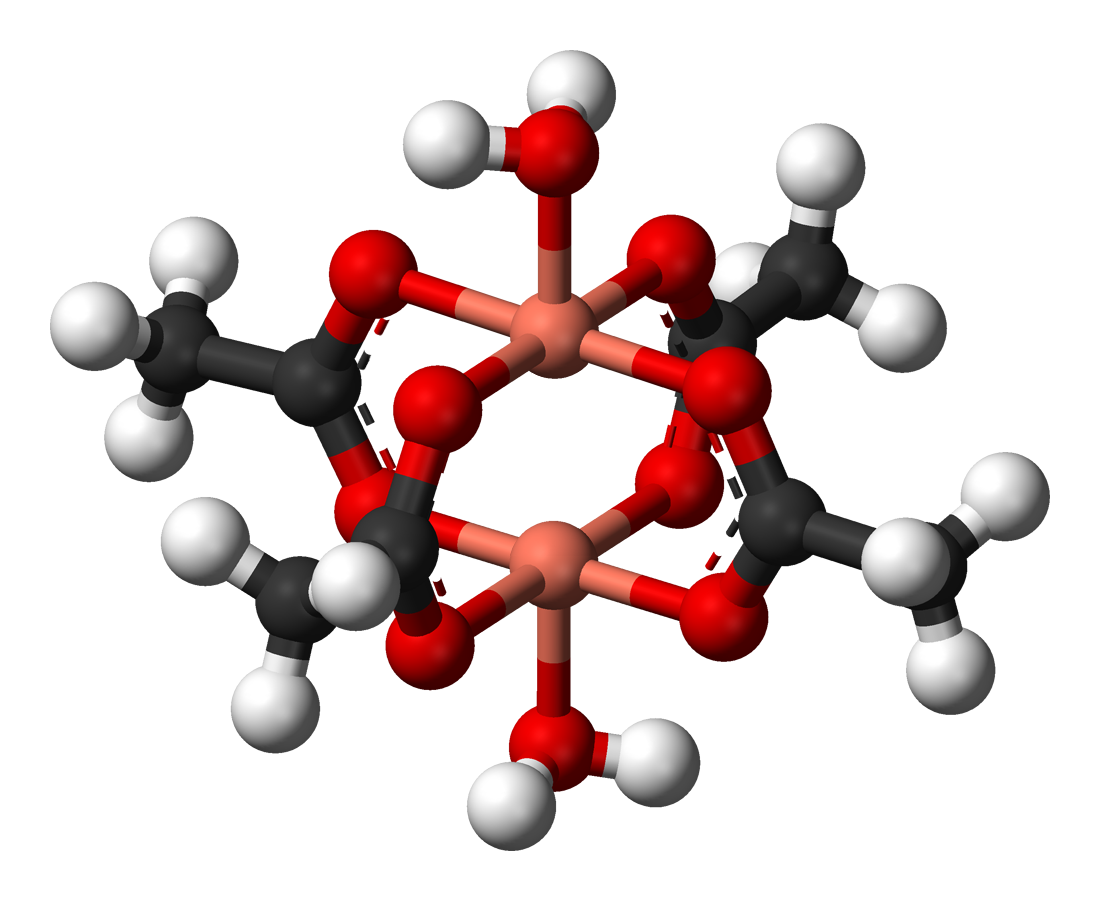
Kopparacetat

Oorganisk kemi är den delen av kemin som handlar om oorganiska föreningar. Kemiska föreningar av huvuddelen av grundämnena räknas som oorganiska, men den enorma mängden kolföreningar räknas (med några få undantag) däremot till den organiska kemin. Även enkla föreningar av kol, som inte innehåller väte, räknas som oorganiska, till exempel själva grundämnet kol, koldioxid, karbonater och karbider. Begreppet oorganisk kemi kommer sig av att det ursprungligen syftade på de kemiska föreningar som inte hörde ihop med levande organismer. I gränslandet mellan oorganisk och organisk kemi befinner sig bland annat den metallorganiska kemin och studiet av komplex. Även om oorganiska föreningar återfinns i naturen som mineraler och kan återfinnas i ganska ren form så framställs de flesta preparat i laboratorium.

## Nyckelbegrepp
Den största delen av de föreningar som är oorganiska är salter och består av joner. Exempel på salter är till exempel magnesiumklorid (MgCl2) och natriumoxid (Na2O). Huvuddelen av ett salt är elektriskt neutral då jonernas elektriska laddningar tar ut varandra. Många av dessa oorganiska föreningar kännetecknas av att de har en relativt hög smältpunkt.
Viktiga klasser av salter är oxider, karbonater, halogenider och sulfater. Ofta är oorganiska salter dåliga strömledare i fast form. En annan viktig egenskap är deras löslighet i vatten och deras lätthet att kristalliseras.  Lösligheten i vatten skiljer sig dock från olika salter, bland annat är natriumklorid (NaCl) mycket löslig i vatten, medan bland andra kiseldioxid (SiO2) inte är det.
Den enklaste oorganiska reaktionen är dubbel förskjutning när jonerna utbyts i en blandning av två salter, utan någon förändring av oxidationstillståndet. I redoxreaktioner sänks oxidationstillståndet hos en reaktant, oxidanten, medan oxidationstillståndet höjs hos den andra reaktanten, reduktanten. Resultatet är ett utbyte av elektroner. Elektronutbyte kan ske indirekt också, vilket utnyttjas i till exempel batterier.

## Karakterisering av oorganiska föreningar
På grund av det breda spektrumet av olika oorganiska föreningar och deras egenskaper så finns det ett flertal olika metoder som används för analys inom oorganisk kemi. Äldre metoder tenderade att undersöka massegenskaper såsom den elektriska ledningsförmågan hos lösningar, smältpunkter, löslighet och surhet. Efter kvantmekanikens uppkomst har det tillkommit nya verktyg och analysmetoder för att undersöka de elektroniska egenskaperna hos oorganiska molekyler och fasta ämnen. Dessa mätningar och undersökningar har ofta gett nya insikter som har haft betydelse för de teoretiska modeller som funnits.
Vanligt förekommande analysmetoder är:
- Röntgenkristallografi
- Olika former av spektroskopi, bland andra:
  - Elektronspinresonans som möjliggör mätning av paramagnetism.
- Vissa former av Interferometri.